# Фрейтаг фон Лорингофен, Вессель
Барон Вессель фон Фрейтаг фон Лорингофен (нем. Wessel von Freytag von Loringhoven; 10 (22) ноября 1899, имение Грос-Борн, Иллукстский уезд, Курляндская губерния, Российская империя — 26 июля 1944, Восточная Пруссия, Третий рейх) — один из руководителей германской военной разведки, полковник Генерального штаба. Начальник отдела Абвер-II, в ведение его отдела входила организация диверсии и саботажа в тылу противника, а также руководство действиями полка/дивизии «Бранденбург 800».
В феврале 1944 года после передачи Абвера в РСХА переведён в действующую армию.
После неудачного покушения на Гитлера покончил жизнь самоубийством. Своего соратника барона фон Герсдорфа, который хранил взрывчатые вещества и детонаторы, барон Фрейтаг фон Лорингофен не выдал гестапо.